# 2017年オーストラリアグランプリ
2017年オーストラリアグランプリ (2017 Australian Grand Prix) は、2017年のF1世界選手権第1戦として、2017年3月26日にアルバート・パーク・サーキットで開催された。
正式名称は「2017 FORMULA 1 ROLEX AUSTRALIAN GRAND PRIX」。

## レース前
このレースでピレリが供給するドライタイヤのコンパウンドは、ソフト、スーパーソフト、ウルトラソフトの3種類。決勝ではソフトかスーパーソフトのいずれか1セットの使用が義務付けられ、予選Q3タイヤとしてウルトラソフトが指定された。なお、本戦については2月27日のプレシーズンテスト開始前に選択期限を迎えるため、全ドライバー共通のタイヤセットが供給される（ドライバー側での選択不可）。

## フリー走行
開催日時はオーストラリア東部夏時間 (UTC+11、以下同じ）。

### 1回目
2017年3月24日 12:00
気温21度、路面温度27度、ドライコンディション。トップタイムはルイス・ハミルトン（1:24.220）。

### 2回目
2017年3月24日 16:00
気温23度、路面温度28度、ドライコンディション。ジョリオン・パーマーが最終コーナーでハーフスピンを喫し、そのままタイヤバリアに激突。このため赤旗が出され5分間中断した。再開直後にフェリペ・マッサがコース脇にマシンを止めた。セッションを通してメルセデスとフェラーリのトップタイム争いとなったが、残り5分となったところでマーカス・エリクソンが6コーナーでスピンを喫しグラベルにつかまってしまった。マシン撤去のためにバーチャルセーフティカーが導入されたことで、トップタイム争いは終了した。トップタイムは1回目に続きハミルトンが記録した（1:23.620）。
この日のセッション終了後、ザウバーのパスカル・ウェーレインが体調不良のため欠場を決断。以後のセッションはフェラーリのサードドライバー、アントニオ・ジョヴィナッツィが代走を務める。ジョヴィナッツィはF1デビュー戦となる。

### 3回目
2017年3月25日 14:00
気温28度、路面35度、ドライコンディション。残り10分となったところでランス・ストロールがクラッシュし赤旗中断。各車とも予選に向けてのタイムアタックを行おうとしていたが、そのままセッションは終了した。トップタイムはセバスチャン・ベッテル（1:23.380）。
なお、クラッシュしたストロールはギアボックス交換のため、5グリッド降格ペナルティが科されることになった。

## 予選
2017年3月25日 17:00
ハミルトンがコースレコードを更新し、ポールポジションを獲得した。

### 経過
Q1
FP3でクラッシュしたストロールはQ1開始時点でマシン修復が完了せず、10分が経過してようやくコースインできたが19番手に終わった。また、ストフェル・バンドーンは燃料フローに問題を抱えたため、3度目のコースインでやっとタイムアタックが行えたが18番手に終わっている。メルセデスの2台の1-2でQ1は終わった。各車ウルトラソフトで自己ベストを記録する中、ベッテルのみスーパーソフトで自己ベストを記録しQ1を突破した。
Q2
フェルナンド・アロンソは1回目のアタックで14番手のタイムを記録したが、最終コーナーでエンジンのパワーロスのためピットへ戻る。2回目で渾身の走りを見せるも13番手でQ2敗退となった。フォース・インディアの2台はセルジオ・ペレスがターン13でフェリペ・マッサのブロックを受け11位、エステバン・オコンも14位に終わり2台ともQ2で敗退した。Q2でもメルセデスが1-2、フェラーリ、レッドブルの各2台が続いた。
Q3
開始直後から雨粒が落ちてくるが路面コンディションに影響を及ぼすほどではなく、そのままQ3は進行した。バルテリ・ボッタスとベッテルが0.002秒差の接戦を演じたが、ハミルトンが0.3秒上回るタイムでトップへ躍り出る。母国レースで地元からの大声援を受けるダニエル・リカルドだったが、ターン14でスピンオフしてタイヤバリアにクラッシュ。右リアを壊しノータイムでQ3を終えた。このクラッシュのため残り8分のところで赤旗中断。この時点でメルセデスとフェラーリの4台以外はタイムを記録していない。再開後、各車ともタイムアタックのタイミングを伺う中、ロマン・グロージャンは真っ先にタイムアタックを開始し6番手となる。残り3分になって他の8台もタイムアタックを開始、ハミルトンがコースレコードを更新する1分22秒188を叩き出しポールポジションを獲得。ベッテルが2位に滑り込み、メルセデスのフロントロー独占を阻止した。なお、クラッシュしたリカルドはギアボックスの交換が必要となったため、5グリッド降格ペナルティが科されることになった。

### 結果
| Pos.                | No. | ドライバー                   | コンストラクター                | Q1       | Q2       | Q3       | Grid |
| ------------------- | --- | ---------------------------- | ------------------------------- | -------- | -------- | -------- | ---- |
| 1                   | 44  | ルイス・ハミルトン           | メルセデス                      | 1:24.191 | 1:23.251 | 1:22.188 | 1    |
| 2                   | 5   | セバスチャン・ベッテル       | フェラーリ                      | 1:25.210 | 1:23.401 | 1:22.456 | 2    |
| 3                   | 77  | バルテリ・ボッタス           | メルセデス                      | 1:24.514 | 1:23.215 | 1:22.481 | 3    |
| 4                   | 7   | キミ・ライコネン             | フェラーリ                      | 1:24.352 | 1:23.376 | 1:23.033 | 4    |
| 5                   | 33  | マックス・フェルスタッペン   | レッドブル-タグ・ホイヤー       | 1:24.482 | 1:24.092 | 1:23.485 | 5    |
| 6                   | 8   | ロマン・グロージャン         | ハース-フェラーリ               | 1:25.419 | 1:24.718 | 1:24.074 | 6    |
| 7                   | 19  | フェリペ・マッサ             | ウィリアムズ-メルセデス         | 1:25.099 | 1:24.597 | 1:24.443 | 7    |
| 8                   | 55  | カルロス・サインツ           | トロ・ロッソ                    | 1:25.542 | 1:24.997 | 1:24.487 | 8    |
| 9                   | 26  | ダニール・クビアト           | トロ・ロッソ                    | 1:25.970 | 1:24.864 | 1:24.512 | 9    |
| 10                  | 3   | ダニエル・リカルド           | レッドブル-タグ・ホイヤー       | 1:25.383 | 1:23.989 | no time  | 151  |
| 11                  | 11  | セルジオ・ペレス             | フォース・インディア-メルセデス | 1:25.064 | 1:25.081 |          | 10   |
| 12                  | 27  | ニコ・ヒュルケンベルグ       | ルノー                          | 1:24.975 | 1:25.091 |          | 11   |
| 13                  | 14  | フェルナンド・アロンソ       | マクラーレン-ホンダ             | 1:25.872 | 1:25.425 |          | 12   |
| 14                  | 31  | エステバン・オコン           | フォース・インディア-メルセデス | 1:26.009 | 1:25.568 |          | 13   |
| 15                  | 9   | マーカス・エリクソン         | ザウバー-フェラーリ             | 1:26.236 | 1:26.465 |          | 14   |
| 16                  | 36  | アントニオ・ジョヴィナッツィ | ザウバー-フェラーリ             | 1:26.419 |          |          | 16   |
| 17                  | 20  | ケビン・マグヌッセン         | ハース-フェラーリ               | 1:26.847 |          |          | 17   |
| 18                  | 2   | ストフェル・バンドーン       | マクラーレン-ホンダ             | 1:26.858 |          |          | 18   |
| 19                  | 18  | ランス・ストロール           | ウィリアムズ-メルセデス         | 1:27.143 |          |          | 202  |
| 20                  | 30  | ジョリオン・パーマー         | ルノー                          | 1:28.244 |          |          | 19   |
| 107% time: 1:30.084 |     |                              |                                 |          |          |          |      |
| ソース              |     |                              |                                 |          |          |          |      |

追記
- ^1 - リカルドはギアボックス交換のため5グリッド降格[13]
- ^2 - ストロールはギアボックス交換のため5グリッド降格[11]

## 決勝
2017年3月26日 16:00
- 天候 - 晴[16]
- 路面状況 - ドライ[16]
- 気温 - 24度[16]
- 路面温度 - 36度[16]

ベッテルがピットストップ戦略でハミルトンを逆転し、2015年シンガポールグランプリ以来2年ぶりの勝利を飾った。メルセデス初戦のバルテリ・ボッタスは3位となった。母国グランプリのダニエル・リカルドはリタイアに終わった。
ちなみに開幕戦のみの成績ではあるが、ドライバーズランキングでメルセデス以外のチームのドライバーがランキング1位であること、ドライバーズ、コンストラクターズ両部門でメルセデス以外のドライバー、チームが同時に首位になるのはV6ターボエンジンになった2014年以降、はじめてのことである。

### 展開
予選でクラッシュしギアボックスを交換したリカルドだったが、レース前にダミーグリッドに向かう際にマシンがストップ。マシンはトラックに乗せられてピットに戻ってきたが、修復作業を終えコースインできたのはレース開始後の3周目になってからだった。リカルドを除く19台でフォーメーションラップが行われたが、コース脇のマーシャルがイエローライトを押したためエクストラフォーメーションラップとなり、レースは1周減算の57周で争われることになった。
スタートで大きな波乱はなく、5位まではグリッドと同様の順位となる。ターン3でケビン・マグヌッセンがマーカス・エリクソンに追突してコーフオフ。両者ともマシンにダメージを負いピットインを強いられたがコースに復帰した。3周目にストフェル・バンドーンがステアリングのディスプレイが機能しなくなったと訴え、10周目にピットインしてマシンを再起動させコースに復帰するが、バッテリーが充電されないなどのトラブルが続き、我慢のレースを強いられる。トップを走るハミルトンもベッテルとファステストラップを出し合うもののグリップに苦しんでおり、前年までのように他車を引き離して独走するまでには至らなかった。14周目にグロージャンが右リヤから白煙を上げながらピットインしてリタイア、パーマーもブレーキトラブルを抱えてスローダウンを余儀なくされ、16周目にピットインしてリタイアとなった。
17周目にハミルトンがピットインしてソフトタイヤに交換したが、マックス・フェルスタッペンの後ろでコースに復帰したためオーバーテイクに苦慮することになる。一方、ベッテルは23周目まで引っ張りソフトタイヤに交換し、フェルスタッペンとハミルトンの前でコースに復帰した。ベッテルは交換したばかりのタイヤで両者を抑えきる。25周目にボッタスとフェルスタッペン、26周目にキミ・ライコネンがタイヤ交換を済ませ、ベッテルが首位に立つ。以後はベッテル、ハミルトン、ボッタスの順でレースは推移していく。
ここまでいいところがなかったリカルドは、25周でエンジントラブルが発生してリタイアと散々な母国レースとなってしまった。
レース終盤まで入賞圏内の10位を死守していたアロンソだったが、サスペンションの不調を訴えていた。さらにマシンが左に引っ張られる状態になり、50周目から51周目のメインストレートでエステバン・オコンとヒュルケンベルグの2台にまとめて抜かれるという屈辱を味わい入賞圏外へ転落。ポイント獲得の可能性が消滅したところでピットへ戻りリタイアした。
ベッテルは53周目にファステストラップを出し、好調をキープしたままメルセデス勢を寄せ付けず、2年ぶりの優勝となった。以下、ハミルトン、ボッタスが表彰台に立ち、56周目にファステストラップを記録したライコネンが4位となった。オコンは初ポイントとなる10位、バンドーンは完走した中で最下位の13位でフィニッシュした。

### 結果
| Pos.   | No. | ドライバー                   | コンストラクター                | 周回数 | タイム/リタイア | Grid | Pts. |
| ------ | --- | ---------------------------- | ------------------------------- | ------ | --------------- | ---- | ---- |
| 1      | 5   | セバスチャン・ベッテル       | フェラーリ                      | 57     | 1:24:11.672     | 2    | 25   |
| 2      | 44  | ルイス・ハミルトン           | メルセデス                      | 57     | +9.975          | 1    | 18   |
| 3      | 77  | バルテリ・ボッタス           | メルセデス                      | 57     | +11.250         | 3    | 15   |
| 4      | 7   | キミ・ライコネン             | フェラーリ                      | 57     | +22.393         | 4    | 12   |
| 5      | 33  | マックス・フェルスタッペン   | レッドブル-タグ・ホイヤー       | 57     | +28.827         | 5    | 10   |
| 6      | 19  | フェリペ・マッサ             | ウィリアムズ-メルセデス         | 57     | +1:23.386       | 7    | 8    |
| 7      | 11  | セルジオ・ペレス             | フォース・インディア-メルセデス | 56     | +1 Lap          | 10   | 6    |
| 8      | 55  | カルロス・サインツ           | トロ・ロッソ                    | 56     | +1 Lap          | 8    | 4    |
| 9      | 26  | ダニール・クビアト           | トロ・ロッソ                    | 56     | +1 Lap          | 9    | 2    |
| 10     | 31  | エステバン・オコン           | フォース・インディア-メルセデス | 56     | +1 Lap          | 13   | 1    |
| 11     | 27  | ニコ・ヒュルケンベルグ       | ルノー                          | 56     | +1 Lap          | 11   |      |
| 12     | 36  | アントニオ・ジョヴィナッツィ | ザウバー-フェラーリ             | 55     | +2 Laps         | 16   |      |
| 13     | 2   | ストフェル・バンドーン       | マクラーレン-ホンダ             | 55     | +2 Laps         | 18   |      |
| Ret    | 14  | フェルナンド・アロンソ       | マクラーレン-ホンダ             | 50     | フロア破損      | 12   |      |
| Ret    | 20  | ケビン・マグヌッセン         | ハース-フェラーリ               | 46     | サスペンション  | 17   |      |
| Ret    | 18  | ランス・ストロール           | ウィリアムズ-メルセデス         | 40     | ブレーキ        | 20   |      |
| Ret    | 3   | ダニエル・リカルド           | レッドブル-タグ・ホイヤー       | 25     | 燃料電池        | PL1  |      |
| Ret    | 9   | マーカス・エリクソン         | ザウバー-フェラーリ             | 21     | 油圧            | 14   |      |
| Ret    | 30  | ジョリオン・パーマー         | ルノー                          | 15     | ブレーキ        | 19   |      |
| Ret    | 8   | ロマン・グロージャン         | ハース-フェラーリ               | 13     | 水漏れ          | 6    |      |
| ソース |     |                              |                                 |        |                 |      |      |

ファステストラップ
- キミ・ライコネン（フェラーリ） 1:26.538 (56周目)

ラップリーダー
- ルイス・ハミルトン (Lap 1-16)
- セバスチャン・ベッテル (Lap 17-22, 26-57)
- バルテリ・ボッタス (Lap 23-24)
- キミ・ライコネン (Lap 25)

追記
- ペレスが正しいグリッドに着くのを一瞬ためらったことと、クビアトのグリッド横にある警告信号（イエローライト）が点灯したため、安全が確認できずスタートやり直しとなり、エクストラフォーメーションラップが行われた。これにより、当初予定の58周から57周に変更された[18]
- ^1 - リカルドはダミーグリッドに向かう途中でストップし、マシンはピットに戻され修復作業を行った。このためピットレーンからスタートしている[16]

## 第1戦終了時点のランキング
|  | 順位 | ドライバー                 | ポイント |
|  | ---- | -------------------------- | -------- |
|  | 1    | セバスチャン・ベッテル     | 25       |
|  | 2    | ルイス・ハミルトン         | 18       |
|  | 3    | バルテリ・ボッタス         | 15       |
|  | 4    | キミ・ライコネン           | 12       |
|  | 5    | マックス・フェルスタッペン | 10       |

|  | 順位 | コンストラクター                | ポイント |
|  | ---- | ------------------------------- | -------- |
|  | 1    | フェラーリ                      | 37       |
|  | 2    | メルセデス                      | 33       |
|  | 3    | レッドブル-タグ・ホイヤー       | 10       |
|  | 4    | ウィリアムズ-メルセデス         | 8        |
|  | 5    | フォース・インディア-メルセデス | 7        |

- 注：ドライバー、コンストラクター共にトップ5のみ表示。